# Sant Benesech de Carmauç
Sant Benesech de Carmauç (en francès Saint-Benoît-de-Carmaux) és un municipi francès situat al departament del Tarn i a la regió d'Occitània.

## Demografia
| 1962                                       | 1968  | 1975  | 1982  | 1990  | 1999  | 2006  |
| ------------------------------------------ | ----- | ----- | ----- | ----- | ----- | ----- |
| 3.910                                      | 3.579 | 3.171 | 2.745 | 2.435 | 2.431 | 2.131 |
| Des de 1962: població sense dobles comptes |       |       |       |       |       |       |

## Administració
| Període   | Identitat        | Partit |
| --------- | ---------------- | ------ |
| 2001-2009 | Serge Entraygues | PCF    |
| 2009-     | Gabriel Miranda  | PCF    |